# Ассатуров, Павел

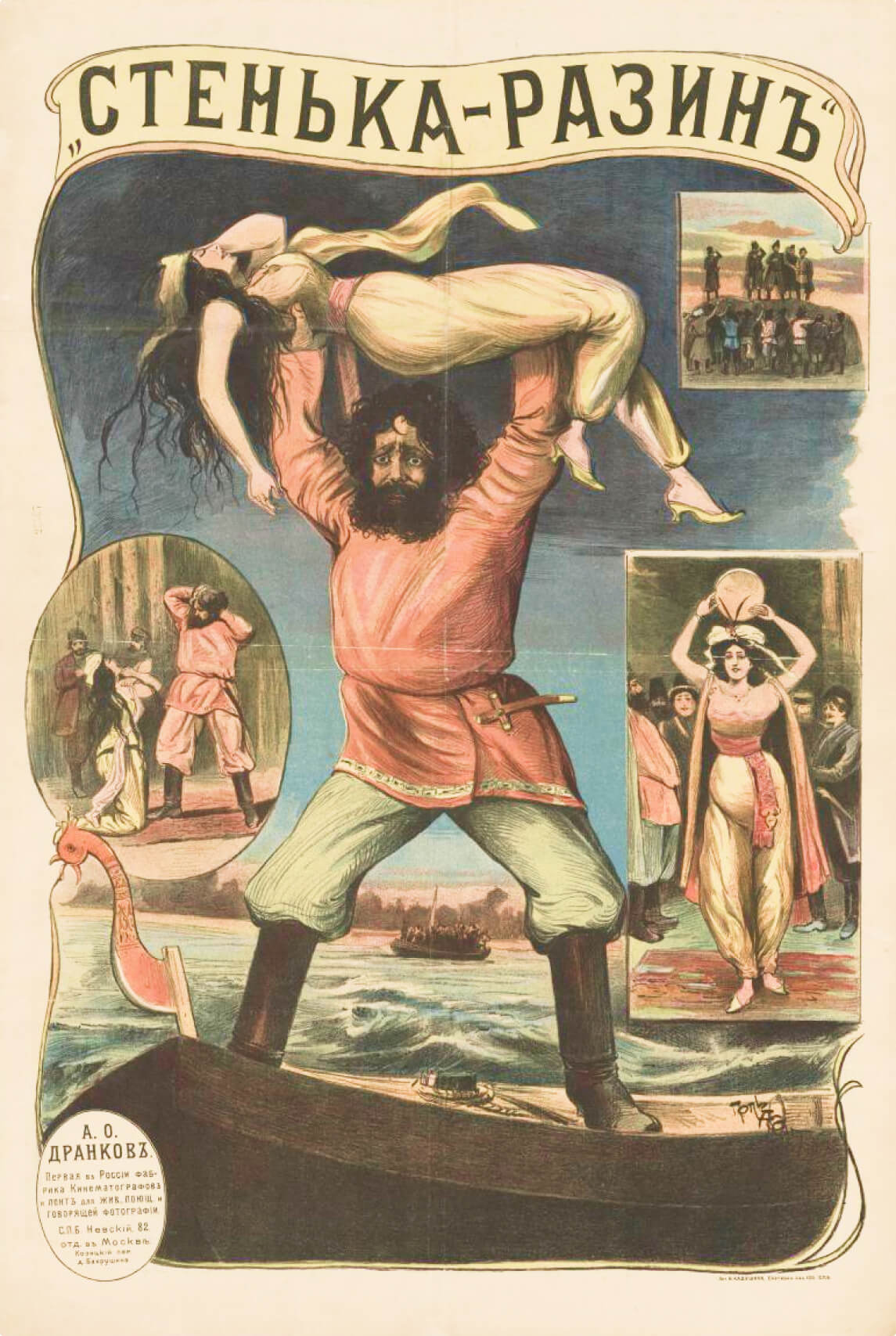
Плакат работы П. Ассатурова к фильму «Стенька Разин» (1908)

Павел Ассатуров (Павел Иванович Тер-Аствацатуров (Погос Ованнесович Тер-Асатрян / Тер-Асатурянц) известен под псевдонимом Поль Ассатуров;  (1867-1916?) — русский художник конца XIX — начала XX века.
Обучался в Академии Художеств и затем в Париже и Мюнхене.
Автор карикатур и рисунков в сатирических журналах периода первой русской революции 1905—1907 годов («Буравчик», «Застрельщик», «Злоба дня», «Огни жизни», «Петрушка», «Свободный смех»). Известен также как автор рекламных афиш к кинофильмам, в том числе афиши первого русского художественного фильма «Понизовая вольница» («Стенька Разин», 1908).

## Имена
Справочник по псевдонимам содержит как полное имя Павел И. Ассатуров, так и Павел К. Ассатуров (и отмечает противоречие). Использовал также псевдонимы А.; А. П. С.; А. С.; Асс, П.; П. А.; П. А. С.; Поль А.; Поль А. С.; Поль Ас.; Поль Асс; Поль де—Пари.
Имя художника - Поль Ассатуров - наверняка кануло бы в Лету, но ему повезло: он сделал плакат для первого русского фильма «Стенька Разин». Пытаясь узнать, кем был этот Поль, музейщики вспомнили про изданный в 1911 году «Армянский сборник», который известен потому, что обложку для него нарисовала Наталья Гончарова. В сборнике Ассатуров упоминается, стали искать в архиве Академии художеств и нашли личное дело Павла Тер-Аствацатурова, где он впервые называет свой псевдоним.
В документах художник использовал несколько вариантов написания фамилии: Тер-Асатуров, Тер-Аствацатуров, Тер-Ассатуров. 